# Arnold Böcklin

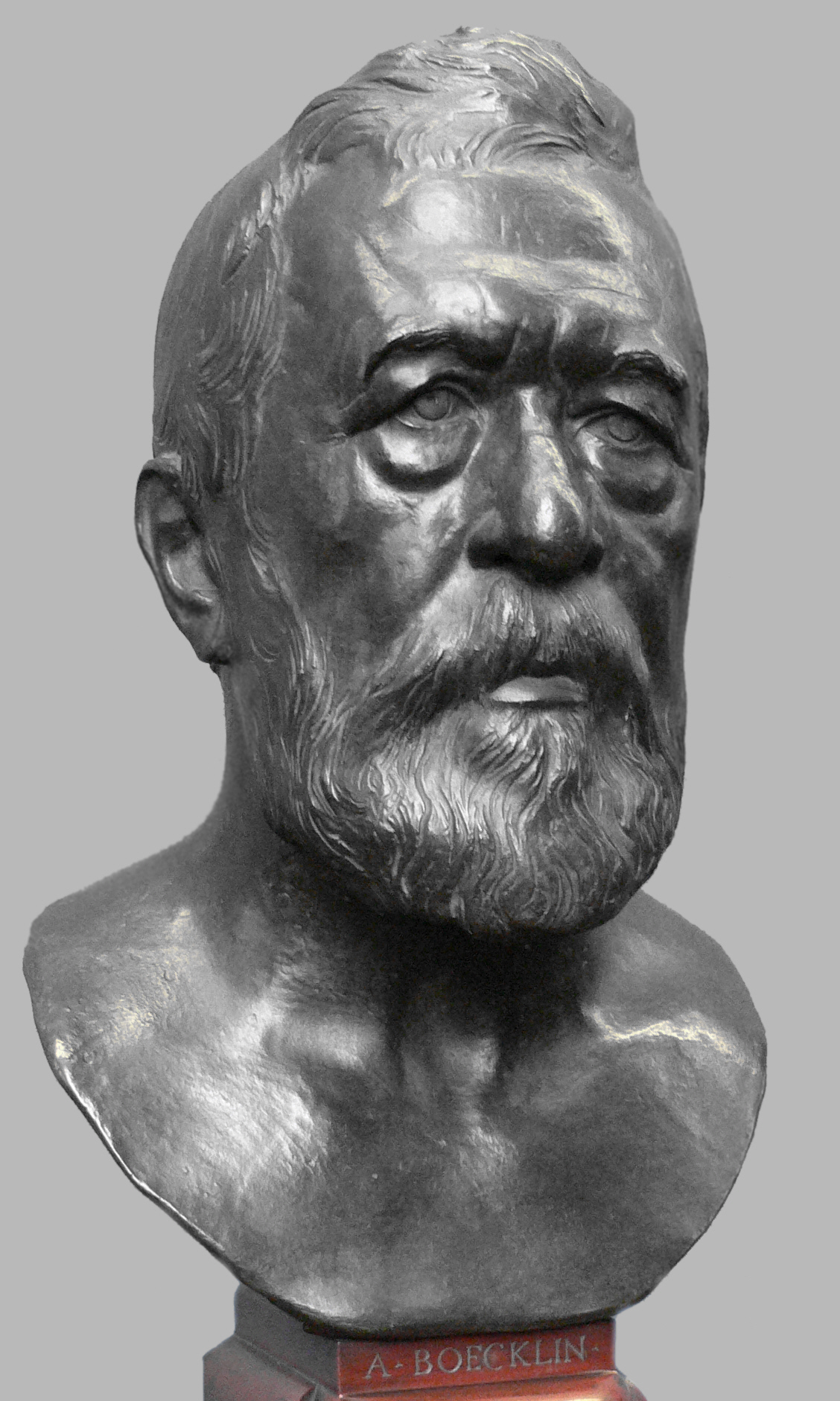
Böcklin büsztje (Adolf von Hildebrand alkotása) (1897)

Arnold Böcklin (Bázel, 1827. október 16. – Fiesole, 1901. január 16.) svájci festő, grafikus, szobrász, a 19. század egyik ünnepelt művésze.

## Élete
1845 és 1847 között a düsseldorfi művészeti akadémián tanult, ahol elsősorban a tájképfestészetben mélyült el. Mestere Johann Wilhelm Schirmer volt, Genfben Alexandre Calame-nál tanult. Ezt követően bejárta Svájcot, Hollandiát és Franciaországot. 1850 és 1857 között Rómában dolgozott. 1858-ban Münchenben telepedett le, ahol ismeretséget kötött a kor neves tudósaival és művészeivel (például Ludwig Andreas Feuerbachhal, később Hans von Marées festővel, Adolf von Hildebranddal) és találkozott A. F. von Schack gróffal, aki támogatta művészetét, vásárolta képeit, megrendelésekkel látta el. 1860 és 1862 között a weimari művészeti akadémián tanított. Rövidesen a kor ünnepelt művésze lett, bibliai és mitológiai tárgyú képei nagy sikert arattak. 1863-ban – feladva állását – Olaszországba utazott, majd 1866-tól Bázelben tartózkodott, ahol a múzeumban festett freskókat és eleget tett néhány Schack-féle megrendelésnek. 1871-től átmenetileg ismét Münchenben élt, majd végül 1876-ban Firenzébe költözött. 1901-ben, San Domenicóban halt meg.

## Művészete
Ferdinand Hodler, Max Klinger és Lovis Corinth mellett a német szimbolizmus egyik fő alakja volt, szakított az akkoriban uralkodó akadémizmussal. Művészetét a romantikus témaválasztás és a gazdag koloritú realisztikus stílus egyesítése jellemezte.
Olyan híres szürrealista művészek tekintették őt előfutáruknak, mint Giorgio de Chirico, Salvador Dalí és Max Ernst. Látványos művészete komoly hatással volt magyar festőkre is, köztük Szinyei Merse Pálra és Benczúr Gyulára.

### Művei (válogatás)
- Önarckép, (1872)
- A holtak szigete ("Die Toteninsel")[2]
- Hullámok játéka (Neue Pinakothek, München)
- Kentaurok harca (Báseli Múzeum)
- Tavaszi est (1879; Magyar Nemzeti Galéria)[3]
- Kentaur a falu kovácsánál (1888; Magyar Nemzeti Galéria)[4]
- Fuvolázó Pán

## Galéria

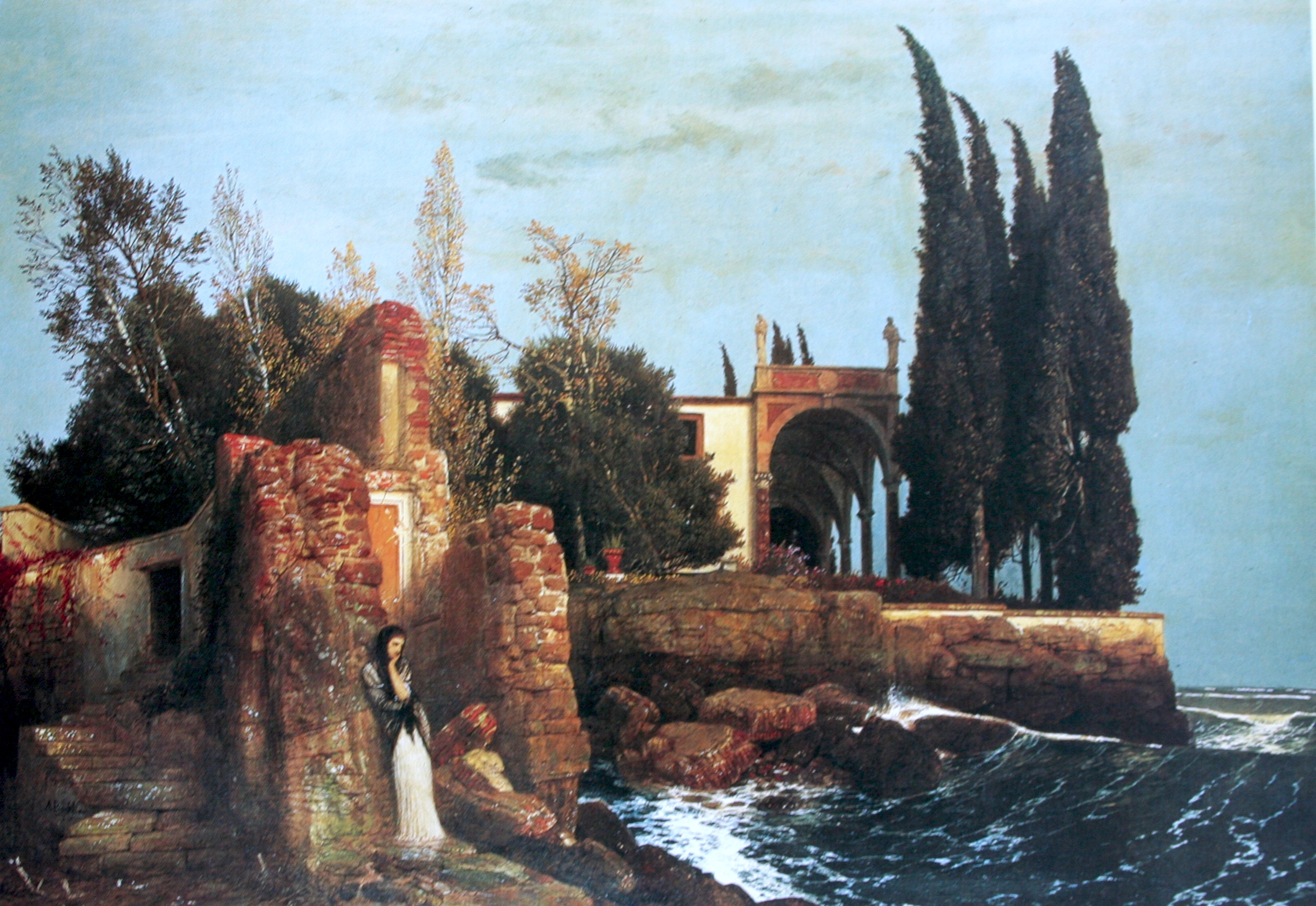
Villa a tengernél (1878)
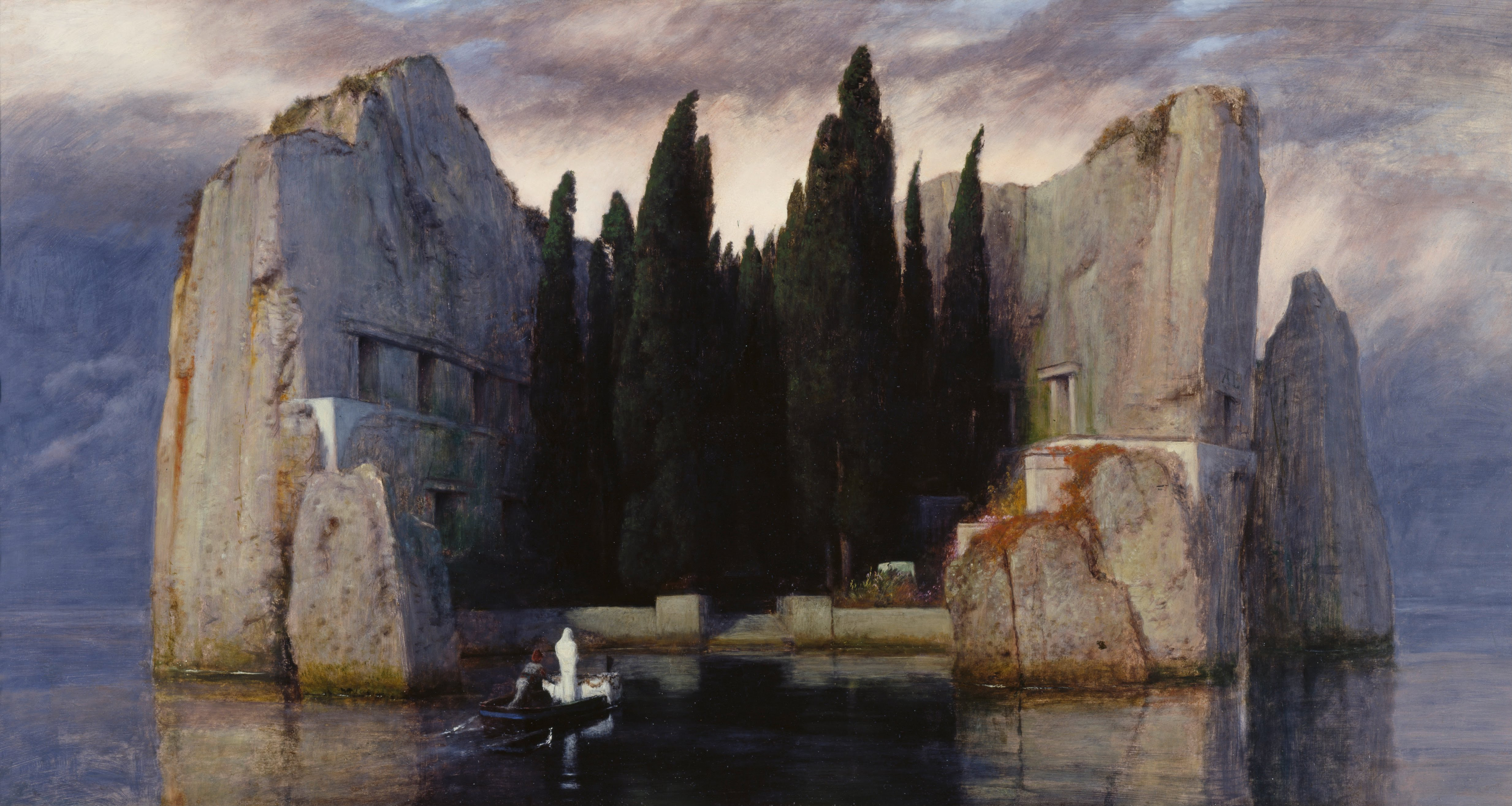
A holtak szigete (3. változat) (1883), Alte Nationalgalerie, Berlin
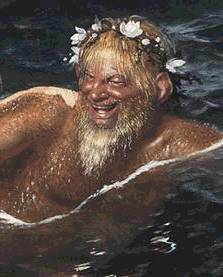
A hullámok játéka (részlet) (1883)
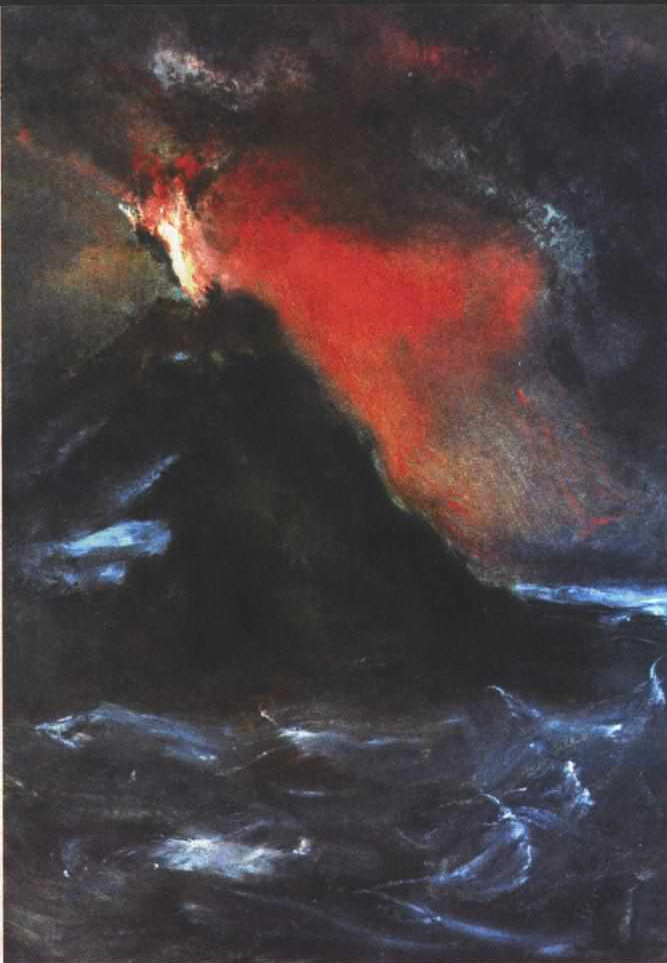
A vulkán